# Отинь
Отинь (пол. Otyń, нім. Deutsch-Wartenberg, Wartenberg) — місто в західній Польщі, на річці Шльонська Охла.
Належить до гміни Отинь Новосольського повіту Любуського воєводства.

## Історія
Перші згадки про місто датовані 1322 роком. 1329 року здобуло міські права, які мало до 1945 року. Позбавлення статусу міста значно зменшило значення поселення для навколишніх місцин. 1 січня 2018 року поселенню надано статус міста.

## Архітектурна спадщина
- Костел Воздвиження Хреста
- Костел єзуїтів
- Руїни замку
- Ратуша
- Забудова 18 - 1 половини 20 століть